# A.C. Milan w sezonie 1978/1979

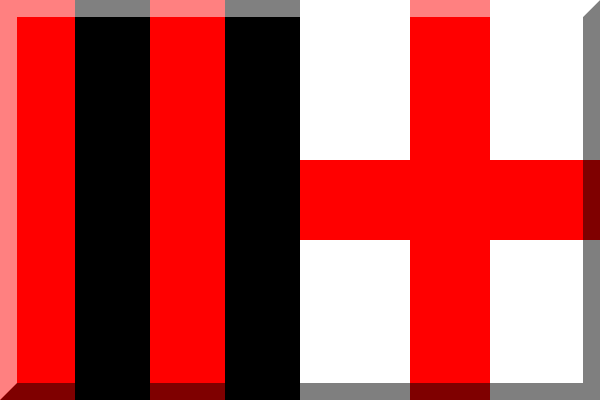
Klubowe barwy Milanu

Osiągnięcia i skład piłkarskiego zespołu A.C. Milan w sezonie 1978/79.

## Osiągnięcia
- Serie A: 1. miejsce
- Puchar Włoch: odpadnięcie w fazie grupowej
- Puchar UEFA: odpadnięcie w 1/8 finału

## Podstawowe dane
- Oficjalna nazwa klubu: Associazione Calcio Milan
- Siedziba klubu: Via F. Turati 3
- Boisko: San Siro
- Prezes klubu:  Felice Colombo
- Trener zespołu:  Nils Liedholm
- Kapitan drużyny:  Gianni Rivera;  Alberto (Albertino) Bigon

## Skład zespołu
Bramkarze:
| Włochy | Enrico Albertosi  |
| Włochy | Antonio Rigamonti |

Obrońcy:
| Włochy | Franco Baresi    |
| Włochy | Aldo Bet         |
| Włochy | Simone Boldini   |
| Włochy | Fulvio Collovati |
| Włochy | Aldo Maldera     |
| Włochy | Alberto Minoia   |
| Włochy | Giorgio Morini   |

Pomocnicy:
| Włochy | Ruden Buriani    |
| Włochy | Fabio Capello    |
| Włochy | Walter De Vecchi |
| Włochy | Walter Novellino |
| Włochy | Gianni Rivera    |

Napastnicy:
| Włochy | Roberto Antonelli |
| Włochy | Alberto Bigon     |
| Włochy | Stefano Chiodi    |
| Włochy | Giovanni Sartori  |